# Palazzetto dello sport Bernardo Speca
Il palasport "Bernardo Speca" è il principale impianto sportivo coperto della città di San Benedetto del Tronto. L'impianto è dedicato a Bernardo Speca, ex sindaco di San Benedetto del Tronto. 

## Descrizione
Realizzato su progetto dell'architetto Giorgio Ceccarelli e dell'ingegnere Michele Chiuini, è situato in viale dello Sport 64 accanto allo stadio Riviera delle Palme ed è facilmente raggiungibile dall'autostrada A14, uscita San Benedetto del Tronto, tramite il raccordo autostradale 11 e la strada provinciale sopraelevata 227, uscita viale dello Sport. Nell'edificio vengono svolte attività di pallacanestro, pallavolo, calcio a 5, pugilato, ginnastica, pallamano ed altre. Nel palazzetto si tengono anche concerti e congressi di vario genere. Il campo di gioco principale ha un'estensione di m 24 x 44 m.
Il palasport "Bernardo Speca" è anche sede della sezione A.I.A. (Associazione Italiana Arbitri) di San Benedetto del Tronto e della Protezione Civile comunale. Il 10 ottobre 2009 sono terminati i lavori di miglioramento dell'acustica del palazzetto.

## Servizi
Il palazzetto è dotato all'esterno di un ampio parcheggio. Ha una capacità dai 1.500 ai 1.600 posti a sedere sugli spalti (i concerti possono ospitare fino a 2.500 persone). Ha un buon condizionamento termico. È dotato di 3 palestre corpo libero, sala stampa e bar.

## Concerti recenti
| Data            | Artista           | Tour                       | Note  |
| --------------- | ----------------- | -------------------------- | ----- |
| 26 ottobre 2007 | Francesco Guccini |                            | [ 1 ] |
| 27 marzo 2008   | Gianna Nannini    | GiannaBest Live 2008       | [ 2 ] |
| 5 febbraio 2009 | Negrita           | HELLdorado Tour '09        |       |
| 10 ottobre 2009 | PFM               |                            | [ 3 ] |
| 8 aprile 2014   | Luciano Ligabue   | Mondovisione Tour          | [ 4 ] |
| 18 marzo 2016   | Nomadi            | Come potete giudicare tour | [ 5 ] |

## Altri eventi
- 16/17 maggio 2015 Campionati italiani individuali di Subbuteo[6]